# Tempuling (plaats)
Tempuling is een bestuurslaag in het regentschap Indragiri Hilir van de provincie Riau, Indonesië. Tempuling telt 3923 inwoners (volkstelling 2010).